# Marie-Claude Vayssade
Marie-Claude Vayssade, née le 8 août 1936 à Pierrepont et morte le 11 novembre 2020 à Vandœuvre-lès-Nancy, est une femme politique française. Elle est députée européenne de 1979 à 1994, élue sur les listes du Parti socialiste.

## Biographie
Militante socialiste lorraine, elle appartient au comité directeur du Parti socialiste dans les années 1980 et siège au Parlement européen de 1979 à 1994. Elle préside ensuite la Coordination Française pour le Lobby Européen des Femmes (la CLEF) jusqu'en 2000 et à nouveau brièvement entre 2001 et 2002. Elle préside également la commission Femmes du Mouvement Européen.
Marie-Claude Vayssade est la première présidente de l'intergroupe Économie sociale au Parlement européen en 1990 et présente le rapport sur les statuts européens des coopératives, des associations et des mutuelles en 1993, avant de ne pas être renouvelée par son parti en 1994, ce qui a mis fin à sa carrière politique,.
Marie-Claude Vayssade, spécialiste de l'éducation ouvrière, est aussi directrice adjointe de l'Institut des sciences sociales du Travail à Nancy en militant dans le courant rocardien.

## Détail des fonctions et des mandats
Mandats parlementaires
- 17 juillet 1979 - 23 juillet 1984 : Députée européenne
- 24 juillet 1984 - 24 juillet 1989 : Députée européenne
- 25 juillet 1989 - 18 juillet 1994 : Députée européenne

## Décorations
- Commandeure de l'ordre national du Mérite  Elle est promue commandeur par décret du 14 novembre 2012[5]. Elle est officière du 4 mai 2002.